# Cyril Cusack
Cyril James Cusack (Durban, 26 de novembro de 1910 – Londres, 7 de outubro de 1993) foi um ator sul-africano naturalizado irlandês, que atuou em vários filmes e produções de televisão em uma carreira que durou mais de 70 anos.